# Citrus hystrix
Citrus hystrix és una espècie de planta del gènere citrus, una llimona dolça anomenada Kaffir o cumbabà. És nativa de Laos, Indonèsia, Malàisia i Tailàndia, es fa servir en la cuina del sud-est d'Àsia.
És un fruit de color verd de mida petita (4 cm d'ample) que creix en una planta arbustiva i amb espines. Té fulles dobles aromàtiques. Està adaptat a créixer en un contenidor.

## Usos

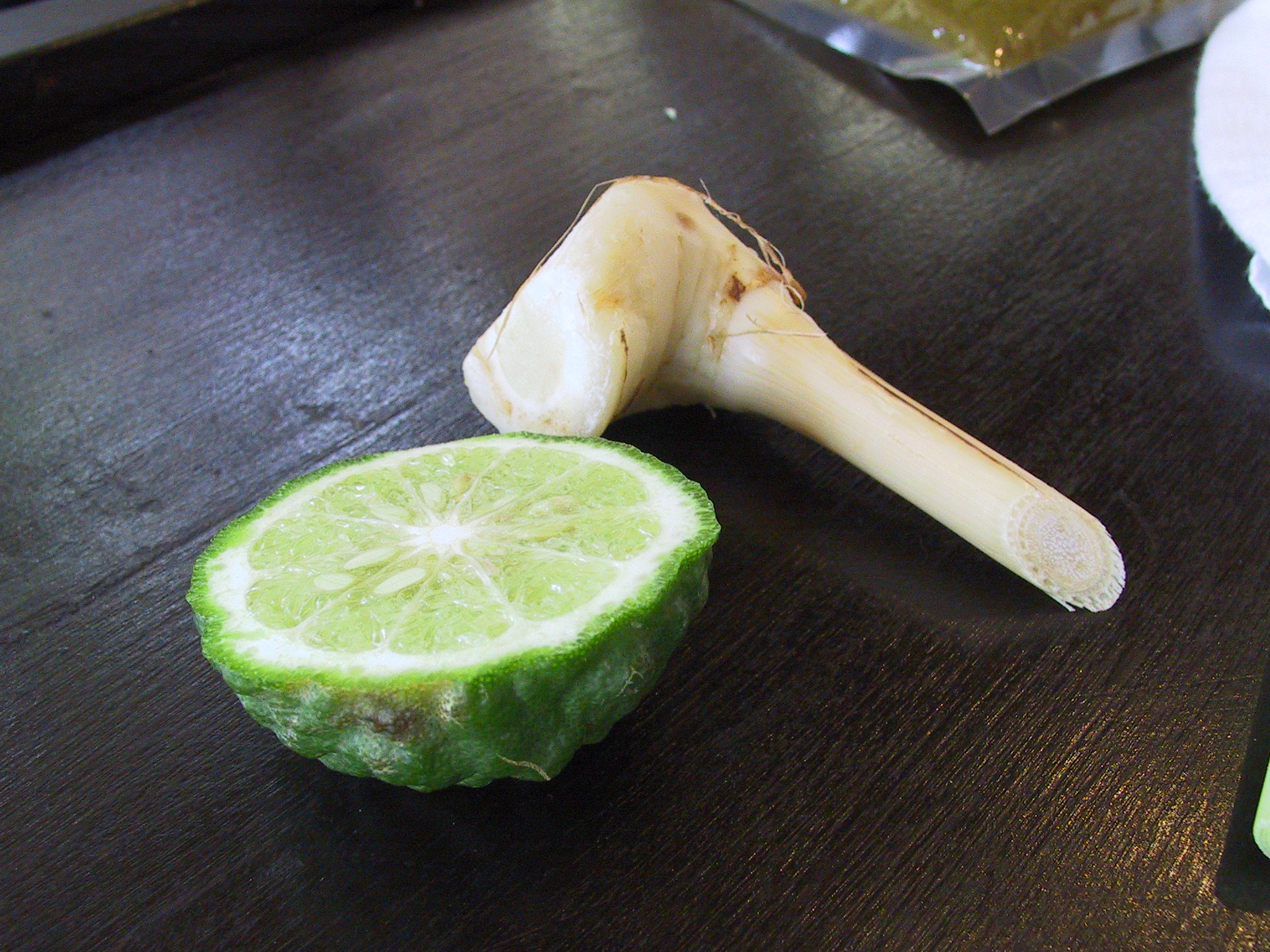
Fruit de Citrus hystrix (a l'esquerra) amb una arrel de galangal.

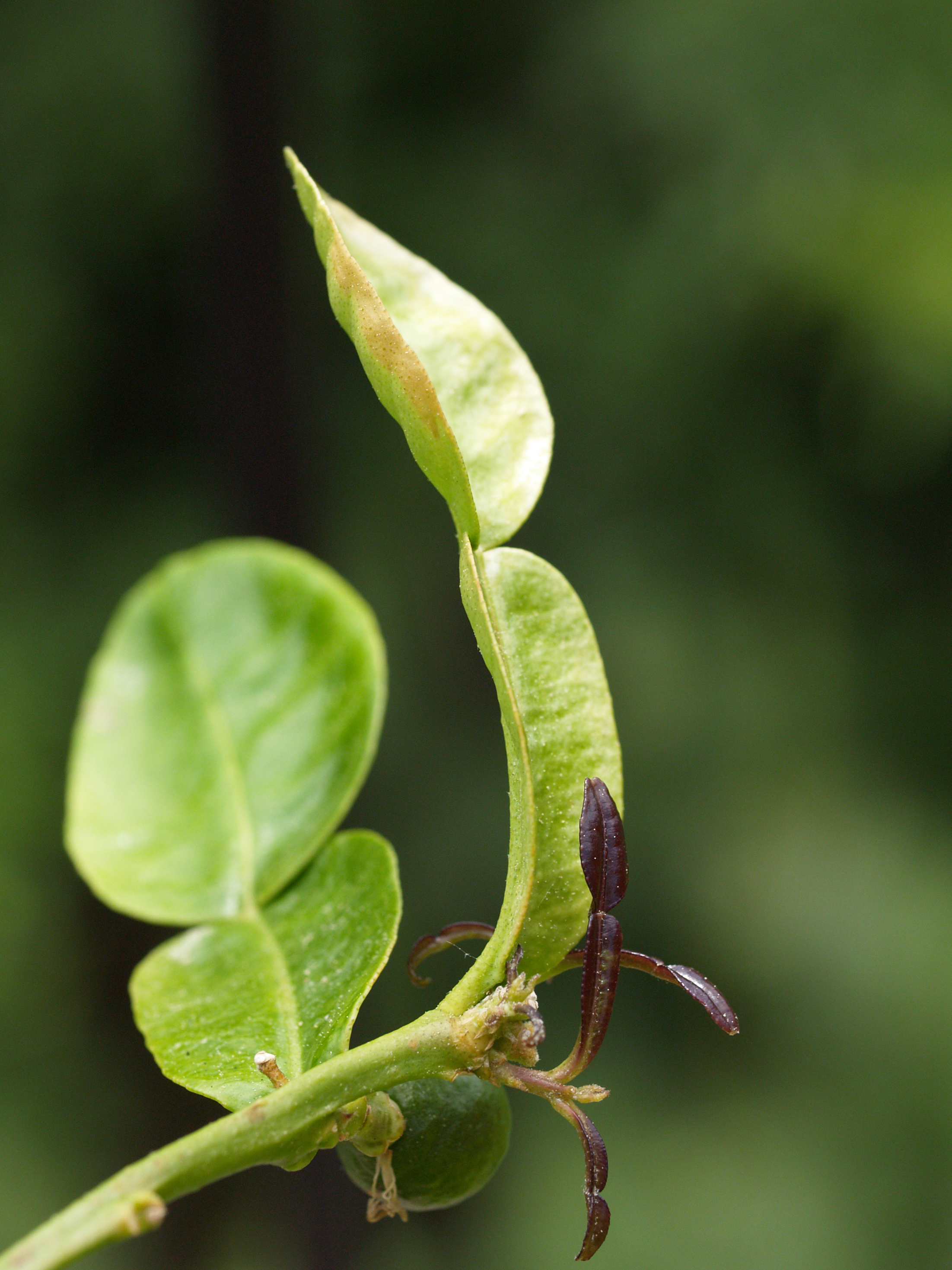
Les fulles de la llimona dolça Kaffir són un ingredient de la cuina del sud d'Àsia.

La pela de la llimona dolça Kaffir es fa servir a les cuines de Laos i Tailàndia com a part del curri. En mdicina tradicional indonèsia es fa servir el suc d'aquesta planta. L'oli de la pela té propietats insecticides.